# Яна Шлябанська
Яна Шлябанська (нар. 15 липня 1994, Вінниця) — українська композиторка та саунд-артистка. Авторка сучасної академічної музики, музики до театральних і танцювальних перформансів, електроакустичної музики та звукових інсталяцій. Також виступає як виконавиця імпровізаційної лайв-електроніки. Створила музику для понад 30 проектів, які були представлені в 15 країнах. Отримала підтримку Міністерства культури України, здобувши Грант Президента України для створення інтерактивної звукової інсталяції "Дихають". За підтримки Французького інституту була резиденткою Cite Internationale des Arts.